# FBK Games 2019
Gli FBK Games 2019 sono stati la 58ª edizione dell'annuale meeting di atletica leggera; le competizioni hanno avuto luogo al Fanny Blankers-Koen Stadion di Hengelo, il 9 giugno 2019. Il meeting è stato la quarta tappa del circuito IAAF World Challenge 2019.

## Risultati[1]

### Uomini
| Specialità       |                      | Prestazione | 2º classificato | Prestazione | 3º classificato     | Prestazione |
| 100 m            | Arthur Cissé         | 10"05       | Chijindu Ujah   | 10"13       | Tyquendo Tracey     | 10"19       |
| 400 m            | Michael Cherry       | 45"15       | Baboloki Thebe  | 45"51       | Vernon Norwood      | 45"60       |
| 800 m            | Cornelius Tuwei      | 1'45"67     | Kyle Langford   | 1'45"87     | Álvaro de Arriba    | 1'46"13     |
| 5000 m           | Telahun Haile Bekele | 12'57"56    | Nicholas Kimeli | 12'57"90    | Solomon Berihu      | 13'02"08    |
| 110 m ostacoli   | Orlando Ortega       | 13"27       | Antonio Alkana  | 13"41       | Gabriel Constantino | 13"41       |
| Salto con l'asta | Sam Kendricks        | 5.91 m      | Menno Vloon     | 5.51 m      | Seito Yamamoto      | 5.51 m      |
| Salto in lungo   | Luvo Manyonga        | 8.35 m      | Thobias Montler | 8.14 m      | Wang Jianan         | 8.09 m      |

### Donne
| Specialità     |                    | Prestazione | 2º classificato | Prestazione | 3º classificato       | Prestazione |
| 100 m          | Dafne Schippers    | 11"06       | Ángela Tenorio  | 11"20       | Vitoria Cristina Rosa | 11"24       |
| 5000 m         | Margaret Kipkemboi | 14'37"22    | Sifan Hassan    | 14'38"54    | Hawi Feysa            | 14'38"76    |
| 100 m ostacoli | Nia Ali            | 12"75       | Brianna McNeal  | 12"76       | Amber Hughes          | 12"89       |
| Salto in alto  | Erika Kinsey       | 1.96 m      | Mirela Demireva | 1.91 m      | Alessia Trost         | 1.91 m      |